# Créhange
Créhange är en kommun i departementet Moselle i regionen Grand Est (tidigare regionen Lorraine) i nordöstra Frankrike. Kommunen ligger i kantonen Faulquemont som tillhör arrondissementet Boulay-Moselle. År 2022 hade Créhange 3 745 invånare.

## Befolkningsutveckling
Antalet invånare i kommunen Créhange
| Referens: INSEE |